# La Bassa (Benés)
La Bassa és un llac que es troba a 2.269 m d'altitud i situat en el terme municipal de Sarroca de Bellera, del Pallars Jussà. Tanmateix, pertanyia al desaparegut terme municipal de Benés, de l'Alta Ribagorça.
És una bassa doble; la principal, més gran, i la de ponent, un xic més petita. Són a la part nord del municipi, al sud del Tuc de Moró i a llevant del Bony del Muntanyó, a la zona coneguda com a Llevata. Les seves aigües aflueixen en el barranc del Cap de Llevata, un dels que formen la capçalera del riu de Manyanet.